# Bộ Tổng tham mưu Quân lực Việt Nam Cộng hòa
Bộ Tổng tham mưu Quân lực Việt Nam Cộng hòa là cơ quan tham mưu quân sự đầu não về lãnh vực chỉ huy và tham mưu của Quân lực Việt Nam Cộng hòa trong suốt thời gian tồn tại (1955–1975). Bộ Tổng tham mưu đặt trực tiếp dưới quyền chỉ huy của Nguyên thủ quốc gia Việt Nam Cộng hòa, chịu trách nhiệm xây dựng những kế hoạch về chiến lược và chiến thuật, nhận định tình hình chiến sự, tổ chức và phối trí những cuộc hành quân đủ mọi tầm mức để đối phó và tiêu diệt đối phương, đồng thời điều hành tất cả mọi việc liên quan đến quân đội với mục đích giữ gìn an ninh và bảo vệ lãnh thổ.

## Lịch sử hình thành
Cơ quan tiền thân là Bộ Tổng Tham mưu Quân đội Quốc gia Việt Nam, được thành lập ngày 1 tháng 5 năm 1952, đặt trụ sở tại đường Galliéni (sau là đường Trần Hưng Đạo), Quận 5, Sài Gòn. Tổ chức bộ máy ban đầu phỏng theo cơ cấu tham mưu của Quân đội Pháp, với hầu hết các sĩ quan cao cấp vẫn là sĩ quan Pháp.
Sau khi chánh thể Việt Nam Cộng hòa được thành lập, bộ máy của Bộ Tổng tham mưu Quân đội Quốc gia Việt Nam chuyển thành Tổng Tham mưu Quân đội Việt Nam Cộng hòa với hầu hết nhơn sự cũ trước đây. Tổng hành dinh của Bộ Tổng tham mưu cũng chuyển về trụ sở mới ở trại Trần Hưng Đạo (trước là Camp Chanson) nằm trên đường Võ Tánh, gần phi trường Tân Sơn Nhứt, và cố định ở vị trí này cho đến ngày chánh thể Việt Nam Cộng hòa sụp đổ.
Tháng 4 năm 1964, sau khi thực hiện cuộc chỉnh lý thành công và lên nắm quyền, Trung tướng Nguyễn Khánh trên vai trò Chủ tịch Hội đồng Quân nhân Cách mạng ký sắc lịnh đổi danh xưng Bộ Tổng Tham mưu thành Bộ Tổng Tư lệnh Quân lực Việt Nam Cộng hòa bao gồm Lục quân, Không quân, Hải quân và Địa phương quân & Nghĩa quân. Tuy nhiên, chỉ chưa đầy 1 năm sau, sau khi tướng Khánh bị gạt khỏi chánh quyền, danh xưng Bộ Tổng Tư lịnh lại được đổi thành Bộ Tổng Tham mưu vào tháng 2 năm 1965.
Với cuộc cải tổ Quân lực năm 1965, bộ máy của Bộ Tổng tham mưu đã hoàn thiện để thực sự là cơ quan đầu não chủ đạo đưa ra những kế hoạch để hình thành các tổ chức thuộc các quân binh chủng, nha sở, các Quân đoàn, Sư đoàn, Lực lượng Địa phương quân và nghĩa quân.
Sau năm 1975, trụ sở Bộ Tổng tham mưu Quân lực Việt Nam Cộng hòa được sử dụng làm trụ sở Bộ Tư lệnh Quân khu 7, Quân đội Nhân dân Việt Nam.

## Tổ chức
Khi mới thành lập chuyển đổi, Bộ Tổng Tham mưu được tổ chức rất đơn giản, hầu như giữ nguyên cơ cấu dưới thời Quốc gia Việt Nam, với các thành phần như sau:
| Stt | Khối                  | Stt                                    | Bộ phận | Chú thích |
| --- | --------------------- | -------------------------------------- | --- | --------- |
| A   | Các Lãnh đạo          | 1 2 3                                  | -Tổng Tham mưu trưởng -Tham mưu trưởng -Tham mưu phó |           |
| B   | Khối Cơ quan          | 1 2 3 4 5 6 7 8 9 10 11 12 13 14 15 16 | -Văn phòng Tổng Tham mưu trưởng -Phòng 1 (Nhân sự) -Phòng 2 (Tình báo) -Phòng 3 (Tác chiến) -Phòng 4 (Tiếp vận) -Phòng 5 (Tâm lý chiến) -Phòng Tác động Tinh thần -Phòng Tổng nghiên cứu -Phòng Huy chương -Phòng Quân huấn -Trung tâm Công văn và Công điện -Nha An ninh Quân đội -Nha Nhân viên -Nha Quân nhu -Nha Quân cụ -Nha Quân y |           |
| C   | Khối Quân, Binh chủng | 1 2 3 4 5 6 7                          | -Văn phòng Phụ tá Không quân -Văn phòng Phụ tá Hải quân -Bộ Chỉ huy Truyền tin -Bộ Chỉ huy Thiết giáp binh -Bộ Chỉ huy Pháo binh -Bộ Chỉ huy Công binh -Bộ Chỉ huy Thông vận binh |           |
| D   | Khối Quân khu         | 1 2 3 4 5 6                            | -Quân khu Thủ đô -Đệ nhất Quân khu -Đệ nhị Quân khu -Đệ tam Quân khu -Đệ tứ Quân khu -Đệ ngũ Quân khu |           |

Đầu thập niên 1960, các Văn phòng Phụ tá Không quân và Hải quân hình thành Bộ Tư lệnh. Bộ Tổng Tham mưu thành lập thêm các Nha Xã hội, Nha Chiến tranh Tâm lý, Nha Cựu Chiến binh và Phế binh. Ngoài ra còn có Bộ Tư lệnh Hành quân, là cơ quan chỉ huy chiến lược và chiến dịch cao nhất, dưới quyền Bộ Tổng Tham mưu.
| Stt | Khối                     | Stt                                                   | Bộ phận | Chú thích |
| --- | ------------------------ | ----------------------------------------------------- | --- | --------- |
| A   | Các Lãnh đạo             | 1 2 3 4                                               | -Tổng Tham mưu trưởng -Tổng Tham mưu phó -Tham mưu trưởng Liên quân -Phụ tá Tổng Tham mưu trưởng |           |
| B   | Khối Cơ quan             | 1 2 3 4 5 6 7 8 9 10 11 12 13 14 15 16 17 18 19 20 21 | -Văn phòng Tổng Tham mưu trưởng -Phòng Tổng Quản trị -Phòng 1 (Nhân sự) -Phòng 2 (Tình báo) -Phòng 3 (Tác chiến) -Phòng 4 (Tiếp vận) -Phòng 5 (Tâm lý chiến) -Phòng 6 (Phản gián) -Phòng 7 (Trinh sát Kỹ thuật) -Phòng Quân huấn -Nha Tổng Thanh tra Quân lực -Nha Chiến tranh Tâm lý -Nha Kỹ thuật -Bộ Tư lệnh Địa phương quân và Nghĩa quân -Bộ Chỉ huy Tổng hành dinh -Bộ Chỉ huy Quân cảnh -Trung tâm Truyền tin Bộ Tổng Tham mưu -Trung tâm Truyền tin Chiến thuật Lưu động -Cục An ninh Quân đội -Cục Truyền tin -Đoàn Nữ Quân nhân |           |
| C   | Khối Tổng cục            | 1 2 3                                                 | -Tổng cục Tiếp vận -Tổng cục Quân huấn -Tổng cục Chiến tranh Chính trị |           |
| D   | Khối Quân, Binh chủng    | 1 2 3 4                                               | -Không quân -Hải quân -Pháo binh -Thiết giáp |           |
| E   | Khối Quân khu, Quân đoàn | 1 2 3 4 5                                             | -Quân đoàn I và Quân khu 1 -Quân đoàn II và Quân khu 2 -Quân đoàn III và Quân khu 3 -Quân đoàn IV và Quân khu 4 -Biệt khu Thủ đô |           |
| F   | Lực lượng Tổng trừ bị    | 1 2 3 4                                               | -Sư đoàn Nhảy dù -Sư đoàn Thủy quân Lục chiến -Binh chủng Biệt động quân -Liên đoàn 81 Biệt cách dù |           |

Sau cải tổ quân đội năm 1965, cơ cấu Bộ Tổng Tham mưu được hoàn thiện lại. Dưới đây là cơ cấu bộ máy Bộ Tổng Tham mưu vào thời điểm tháng 4 năm 1975: 
| Stt | Khối                     | Stt                                       | Bộ phận | Chú thích |
| --- | ------------------------ | ----------------------------------------- | --- | --------- |
| A   | Các Lãnh đạo             | 1 2 3 4 5                                 | -Tổng tham mưu trưởng -Phó Tổng tham mưu trưởng -Phụ tá Hành quân -Tham mưu trưởng -Tham mưu phó Nhân viên |           |
| B   | Khối Cơ quan             | 1 2 3 4 5 6 7 8 9 10 11 12 13 14 15 16 17 | -Văn phòng Tổng Tham mưu trưởng -Phòng 1 (Nhân sự) -Phòng 2 (Tình báo) -Phòng 3 (Tác chiến) -Phòng 5 (Tâm lý chiến) -Phòng 6 (Phản gián) -Phòng 7 (Trinh sát Kỹ thuật) -Phòng Tổng Quản trị -Bộ Chỉ huy Tổng hành dinh -Bộ Chỉ huy Quân cảnh -Nha Tổng Thanh tra Quân lực -Nha Kỹ thuật -Bộ Tư lệnh Địa phương quân và Nghĩa quân -Trung tâm Viễn thông -Trung tâm Truyền tin Chiến thuật -Trung tâm Hành quân -Đoàn Nữ Quân nhân |           |
| C   | Khối Tổng cục            | 1 2 3                                     | -Tổng cục Tiếp vận -Tổng cục Quân huấn -Tổng cục Chiến tranh chính trị |           |
| D   | Khối Quân, Binh chủng    | 1 2 3 4                                   | -Quân chủng Không quân -Quân chủng Hải quân -Binh chủng Thiết giáp -Binh chủng Pháo binh |           |
| E   | Khối Quân khu, Quân đoàn | 1 2 3 4 5                                 | -Quân đoàn I và Quân khu 1 -Quân đoàn II và Quân khu 2 -Quân đoàn III và Quân khu 3 -Quân đoàn IV và Quân khu 4 -Biệt khu Thủ đô |           |
| F   | Lực lượng Tổng Trừ bị    | 1 2 3 4                                   | -Sư đoàn Nhảy dù -Sư đoàn Thủy quân Lục chiến -Binh chủng Biệt động quân -Liên đoàn 81 Biệt cách dù |           |

## Nhân sự Bộ Tổng Tham mưu tháng 4/1975
- Chức danh chỉ huy và tham mưu sau cùng.

| Stt | Họ và tên                                    | Cấp bậc     | Chức vụ                                         | Chú thích                                                              |
| --- | -------------------------------------------- | ----------- | ----------------------------------------------- | ---------------------------------------------------------------------- |
| 1   | Cao Văn Viên Võ bị Địa phương Cap St Jacques | Đại tướng   | Tổng Tham mưu trưởng                            | Ngày 27/4/1975 được Tổng thống Trần Văn Hương chấp thuận cho giải ngũ. |
| 2   | Nguyễn Văn Mạnh Võ bị Huế K2                 | Trung tướng | Tổng Tham mưu phó                               | Kiêm Tư lệnh Địa phương quân và Nghĩa quân                             |
| 3   | Đồng Văn Khuyên Võ khoa Thủ Đức K1           | Trung tướng | Tham mưu trưởng                                 | Kiêm Tổng cục trưởng Tổng cục Tiếp vận                                 |
| 4   | Lê Nguyên Khang Võ khoa Nam Định             | Trung tướng | Phụ tá Tổng tham mưu trưởng Đặc trách Hành quân |                                                                        |
| 5   | Nguyễn Xuân Trang Võ bị Nước Ngọt            | Thiếu tướng | Tham mưu phó Nhân viên                          |                                                                        |
| 6   | Nguyễn Bảo Trị Võ khoa Nam Định              | Trung tướng | Tổng cục trưởng Tổng cục Quân huấn              |                                                                        |
| 7   | Trần Văn Trung Võ bị Huế K1                  | Trung tướng | Tổng cục trưởng Tổng cục Chiến tranh Chính trị  |                                                                        |
| 8   | Nguyễn Kỳ Nguyện Võ khoa Thủ Đức K3          | Đại tá      | Chánh Văn phòng Tổng Tham mưu trưởng            |                                                                        |
| 9   | Lại Đức Chuẩn Võ bị Đà Lạt K5                | Đại tá      | Trưởng phòng 1                                  |                                                                        |
| 10  | Hoàng Ngọc Lung Võ khoa Nam Định             | Đại tá      | Trưởng phòng 2                                  |                                                                        |
| 11  | Trần Đình Thọ Võ bị Đà Lạt K6                | Chuẩn tướng | Trưởng phòng 3                                  |                                                                        |
| 12  | Lê Ngọc Định Võ khoa Nam Định                | Đại tá      | Trưởng phòng 5                                  |                                                                        |
| 13  | Lê Hữu Tiến Võ khoa Thủ Đức K1               | Đại tá      | Trưởng phòng 6                                  |                                                                        |
| 14  | Phạm Hữu Nhơn Võ khoa Nam Định               | Chuẩn tướng | Trưởng phòng 7                                  |                                                                        |
| 15  | Trần Văn Thân Võ khoa Thủ Đức K2             | Đại tá      | Trưởng phòng Tổng quản trị                      |                                                                        |
| 16  | Trần Văn Thăng Võ khoa Thủ Đức K3            | Đại tá      | Chỉ huy trưởng Tổng hành dinh                   |                                                                        |

## Tổng Tham mưu trưởng qua các thời kỳ
| Stt | Họ tên                                                     | Cấp bậc     | Tại chức            | Chú thích |
| --- | ---------------------------------------------------------- | ----------- | ------------------- | --- |
| 1   | Lê Văn Tỵ Võ bị Frejus, Pháp                               | Thiếu tướng | 1954-1963           | Trung tướng (1955), Đại tướng (1956), Thống tướng (21/7/1964) |
| 2   | Trần Thiện Khiêm Võ bị Liên quân Viễn Đông Đà Lạt          | Thiếu tướng | 7/1963-8/1963       | Xử lý thường vụ |
| 3   | Trần Văn Đôn Võ bị Tông Sơn Tây                            | Trung tướng | 1963-1964           | Quyền Tổng tham mưu trưởng, giải ngũ năm 1965. Ngày 29/4/1975 được chỉ định chức vụ Tổng trưởng Quốc phòng |
| 4   | Lê Văn Kim Trường Pháo binh Poitiers, Pháp                 | Trung tướng | 5/1/1964-30/1-1964  | Giải ngũ năm 1965 |
| 5   | Nguyễn Khánh Võ bị Liên quân Viễn Đông Đà Lạt              | Trung tướng | 30/1/1964-2/1964    | Giải ngũ, lưu vong năm 1965 |
| 6   | Trần Thiện Khiêm                                           | Trung tướng | 2/1964-10/1964      | Sau cùng là Thủ tướng |
| 7   | Nguyễn Khánh                                               | Trung tướng | 10/1964-2/1965      | |
| 8   | Trần Văn Minh Võ bị Tông Sơn Tây                           | Trung tướng | 2/1965-7/1965       | Sau cùng là Đại sứ VNCH tại Cộng hòa Tchad, giải ngũ năm 1974 |
| 9   | Nguyễn Hữu Có Võ bị Huế K1                                 | Trung tướng | 7/1965-10/1965      | Ngày 28/4/1975 tái ngũ được giao chức Phụ tá Tổng trưởng Quốc phòng kiêm Cố vấn cho Tổng Tham mưu trưởng Bộ Tổng Tham mưu |
| 10  | Cao Văn Viên                                               | Thiếu tướng | 10/1965-26/4/1975   | Trung tướng (1965), Đại tướng (1967) |
| 11  | Đồng Văn Khuyên Võ khoa Thủ Đức K1                         | Trung tướng | 27/4/1975-28/4/1975 | Xử lý Thường vụ Tổng Tham mưu trưởng kiêm Tham mưu trưởng Bộ Tổng tham mưu và Tổng cục trưởng Tổng cục Tiếp vận |
| 12  | Vĩnh Lộc Võ bị Lục quân Pháp                               | Trung tướng | 29/4/1975-30/4/1975 | Sáng ngày 30/4/1975 đào nhiệm, di tản khỏi Việt Nam |
| 13  | Nguyễn Hữu Hạnh Võ bị Địa phương Cap St Jacques (Vũng Tàu) | Chuẩn tướng | 30/4/1975           | Giải ngũ năm 1974, ngày 29/ 4/1975 được Tổng thống Dương Văn Minh cử làm Phụ tá Tổng Tham mưu trưởng. Là thành phần của Lực lượng thứ 3, ngày 30/4 liên lạc với Mặt trận Giải phóng miền Nam, đồng thời đại diện Bộ Tổng Tham mưu đầu hàng đối phương. |